# فهرست سخنرانی‌ها و گفتارهای ولادیمیر لنین
این مقاله فهرستی است از سخنرانی‌ها و گفتارهای ولادیمیر لنین.

## ضبط‌شده
برخی از سخنرانی‌های لنین، در فاصلهٔ سال‌های ۱۹۱۹ و ۱۹۲۱ بر روی گرامافون ضبط شده‌اند. فهرست زیر برخی از آن‌ها را در بر می‌گیرد:
| نطق                                                                            | سال  | متن     | صدا   |
| ------------------------------------------------------------------------------ | ---- | ------- | ----- |
| دربارهٔ ترابری                                                                  | ۱۹۱۹ | روسی    | صدا ⓘ |
| درخواستی از ارتش سرخ                                                           | ۱۹۱۹ | انگلیسی | صدا ⓘ |
| برنامه‌های ضدیهودی                                                              | ۱۹۱۹ | روسی    | صدا ⓘ |
| مذاکرات بی‌سیم با بلا کون                                                       | ۱۹۱۹ | انگلیسی | صدا ⓘ |
| چگونه مردم کارگر می‌توانند برای همیشه از ستم مالکان و سرمایه‌داران در امان باشند | ۱۹۱۹ | انگلیسی | صدا ⓘ |
| به یاد رفیق یاکوف میخاییلویچ سوردلوف                                           | ۱۹۱۹ | انگلیسی | صدا ⓘ |
| افراد غیرحزبی و قدرت شورا                                                      | ۱۹۱۹ | روسی    | صدا ⓘ |
| انترناسیونال کمونیستی سوم                                                      | ۱۹۱۹ | روسی    | صدا ⓘ |
| قدرت شورا چیست؟                                                                | ۱۹۱۹ | انگلیسی | صدا ⓘ |
| در پیرامون دیسیپلین کاری                                                       | ۱۹۲۰ | روسی    | صدا ⓘ |
| در پیرامون مالیات طبیعی                                                        | ۱۹۲۱ | روسی    | صدا ⓘ |